# Teddy Palmer

Erste Single (1958)

Teddy Palmer (* 4. Mai 1940 als Dieter Ullrich in Königsberg, Ostpreußen; † 14. Januar 2014) war ein deutschsprachiger Schlagersänger, der 1958 begann, Schallplatten zu veröffentlichen.

## Berufliche Laufbahn
Seine Voraussetzungen als künftiger Schlagersänger schuf Teddy Palmer in Salzburg als Mitglied eines Mandolineorchesters und im Kirchenchor. Als 14-Jähriger wirkte er in einer Band als Sänger und Gitarrist mit. Bevor er sich professionell der Musik zuwandte, absolvierte er eine Lehre als Maschinenschlosser und begann bei den Österreichischen Bundesbahnen zu arbeiten.
Nach zwei Versuchen bei Talentwettbewerben der Musikredaktionen beim Sender Salzburg und des Bayerischen Rundfunks erhielt Teddy Palmer durch Vermittlung des Rundfunkmoderators und Schlagertexter Jo Balke alias Joachim Relin 1958 bei der deutschen Schallplattenfirma Telefunken einen Vertrag über die Produktion von drei Schallplatten. Mit dem im Herbst 1958 produzierten Titel Die Lilli mit dem himmelblauen Pulli auf der A-Seite seiner ersten Single, mit der auch sein Künstlername Teddy Palmer öffentlich wurde, kam er in die deutsche Hitparade, in der er bis auf Platz 18 aufstieg. Es war der erste Rock ’n’ Roll-Erfolgssong mit einem rein deutschen Copyright. Nachdem die zweite Single keinen Erfolg erzielt hatte, kam Teddy Palmer im Juni 1959 erneut in die deutschen Charts. Die Coverversion des vom US-amerikanischen Komponisten Bobby Day geschriebenen Songs Over and Over kam unter dem deutschen Titel Too-Hoop in einem Duett mit Werner Hass unter die Top 20. Noch im Laufe des Jahres 1959 lief der Vertrag mit Telefunken aus und Teddy Palmer wechselte zu Electrola. Die erste im Oktober 1959 veröffentlichte Electrola-Single wurde vom Publikum nicht angenommen. Mit seiner Coverversion des zweitplatzierten Titels beim Deutschen Schlager-Festival 1959 Blacky Jones (Original mit Rainer Bertram) kam er im Februar 1960 auf Platz 42 in den deutschen Top 50. Im Mai 1960 erschien Teddy Palmers letzte Single mit den Titeln Lach’ nicht so und Barfuß. Lach’ nicht so war eine Coverversion des Elvis-Presley-Erfolges Stuck on You.
Warum Teddy Palmer nach 1960 keine Platten mehr veröffentlichte, ist nicht zu ermitteln. 1964 wurde er wegen Hehlerei zu acht Monaten Gefängnis verurteilt. Anschließend arbeitete er als Außendienstmitarbeiter für Blendax. Bei einer kleinen Münchner Plattenfirma spielte er 1968 unter seinem verkürzten Pseudonym Ted Palmer eine von der Öffentlichkeit kaum wahrgenommene Single ein, auf der sich der Titel Holidays in Switzerland befand. Ende der 1960er Jahre ließ er sich in Graz nieder, wo er Regionalvertreter für Geschirrspüler wurde. Nachdem er 1973 geheiratet hatte, zog er nach Nürnberg und trat als Countrysänger auf Kreuzfahrtschiffen auf. In den Jahren 1984 und 1985 erschienen bei WBM noch einmal zwei Schallplatten, wieder unter dem Namen Ted Palmer.
Durch den Nürnberger Musiker Fred Schulheiss kam Palmer zum Rundfunk, wo als Moderator Countrysendungen präsentierte. Zunächst arbeitete er für den österreichischen Sender Radio Uno, danach in Fürth für die Sender Radio F und Radio 5. Später wechselte er nach Erlangen, wo er Chefredakteur beim Franken Fernsehen wurde.

## Diskografie
- Die Lilli mit dem himmelblauen Pulli / My Baby, hast du heute frei, Telefunken 55091, 10/1958
- Ich steh’ vor deiner Tür / Es war in Yokohama; Telefunken 55123, 3/1959
- Too-Hoop / Babsy (mit Werner Hass); Telefunken 55138, 5/1959
- Sie war gerade sixteen / Angel of Love; Electrola 21335, 10/1959
- Blacky Jones / Jenny Joe; Electrola 21365, 1/1960
- Lach’ nicht so / Barfuß; Electrola 21494, 5/1960
- Wenn du schläfst / Verzeihung, falsch gewählt; WBM 117012, 1984 (als Ted Palmer)
- Liebe, das heißt du und ich / Nasdarowje; WBM 887788, 1985 (als Ted Palmer)

- Country CD – Ich ziehe los; W.M.P. Watts Musikproduktion (als Ted Palmer)